# Улица Саврасова (Москва)
У́лица Савра́сова — улица в Северном административном округе города Москвы на территории посёлка Сокол, расположенного в одноимённом районе.

## Положение улицы
Расположена между улицей Шишкина и улицей Врубеля. Нумерация домов начинается от улицы Шишкина.

## История

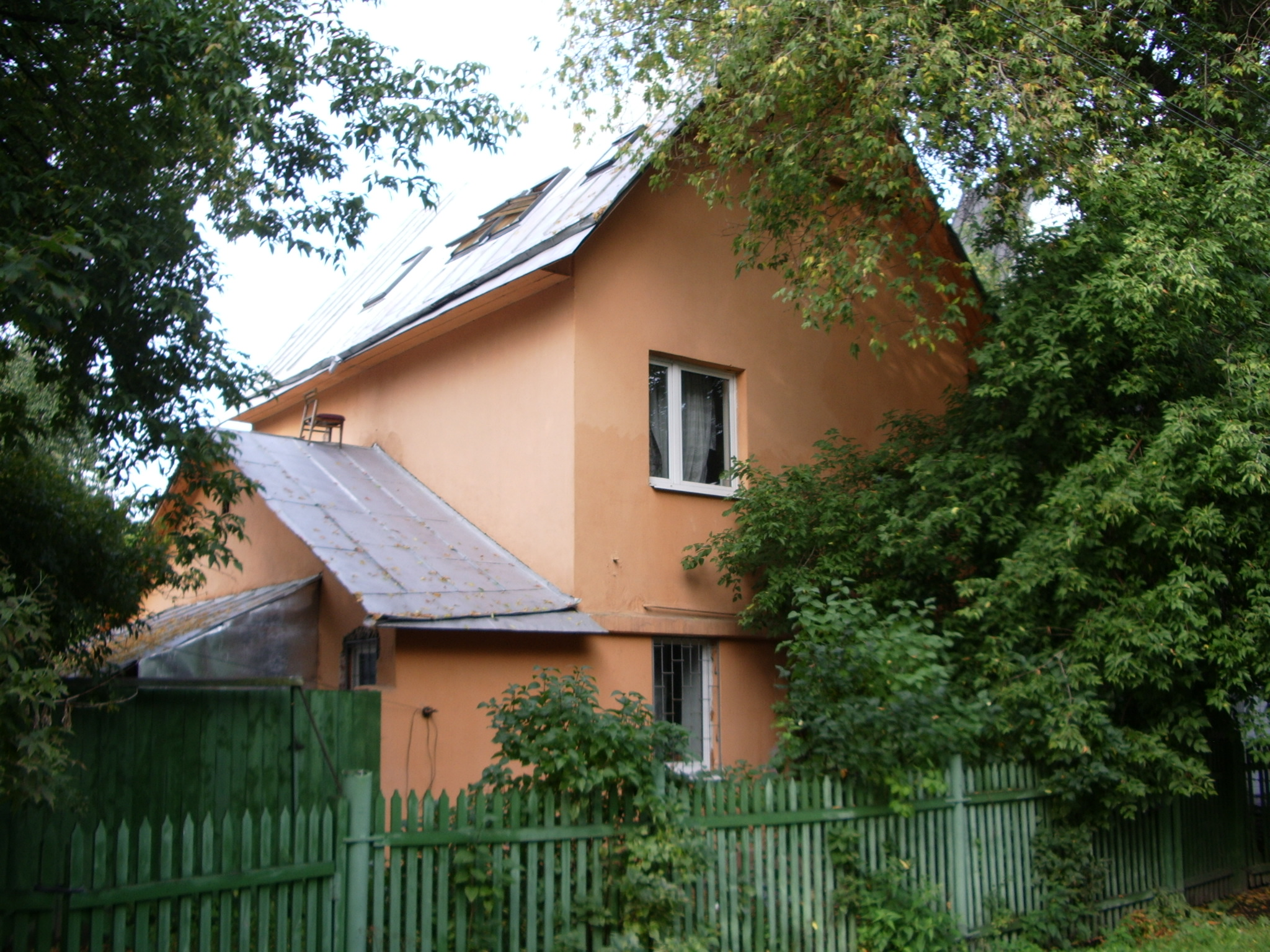
Улица Саврасова, дом 5

Улица появилась в 1920-х годах при строительстве посёлка «Сокол». В 1928 году ей было дано название Улица Чайковского в честь Петра Ильича Чайковского. На протяжении трёх десятилетий эта была единственная улица в посёлке Сокол, носящая имя не художника, а композитора. Но в 1940 году именем Чайковского была названа ещё одна улица в центре Москвы (ныне это Новинский бульвар). Почтальоны стали путать адреса. В 1956 году для устранения неоднозначности улице было дано новое название Улица Саврасова в честь русского художника Алексея Кондратьевича Саврасова.

## Примечательные здания и сооружения
По нечётной стороне:
- № 3 — Жилой дом (1928, архитектор И. И. Кондаков), объект культурного наследия регионального значения[1]. В 1960-е—1975 годах в доме жил учёный в области радиоэлектроники и автоматики В. В. Тихомиров[2].
- № 5 — Жилой дом (1928, архитектор И. И. Кондаков), объект культурного наследия регионального значения[1]
- № 7 — Жилой дом (1931, архитектор И. И. Кондаков), объект культурного наследия регионального значения[1]. Перестроен в первой половине 2000-х годов по проекту Владислава Платонова. Известен как дом «Инь-Ян»[3].
- № 9 — Жилой дом (1928, архитектор И. И. Кондаков), объект культурного наследия регионального значения[1]
- № 11 — Жилой дом (1928, архитектор И. И. Кондаков), объект культурного наследия регионального значения[1]

По чётной стороне:
- № 4 — Жилой дом (1929,архитектор И. И. Кондаков), объект культурного наследия регионального значения[1]

## Транспорт
- Станция МЦК «Панфиловская».
- Станция метро «Сокол».